# Challenger Città di Lugano 2022
Il Challenger Città di Lugano 2022 (chiamato anche Challenger BancaStato Città di Lugano 2022 per motivi di sponsorizzazione) è stato un torneo maschile di tennis professionistico. È stata la 2ª edizione del torneo, facente parte della categoria Challenger 80 nell'ambito dell'ATP Challenger Tour 2022. Si è svolto dal 28 marzo al 3 aprile 2022 sui campi in cemento del Padiglione Conza a Lugano, in Svizzera.

## Partecipanti

### Teste di serie
| Nazionalità          | Giocatore             | Ranking* | Testa di serie |
| -------------------- | --------------------- | -------- | -------------- |
| Stati Uniti          | Maxime Cressy         | 72       | 1              |
| Moldavia             | Radu Albot            | 117      | 2              |
| Germania             | Mats Moraing          | 125      | 3              |
| Francia              | Pierre-Hugues Herbert | 134      | 4              |
| Bosnia ed Erzegovina | Damir Džumhur         | 136      | 5              |
| Austria              | Dennis Novak          | 140      | 6              |
| Francia              | Hugo Grenier          | 154      | 7              |
| Svizzera             | Dominic Stricker      | 157      | 8              |

* Ranking al 21 marzo 2022.

### Altri partecipanti
I seguenti giocatori hanno ricevuto una wild card per il tabellone principale:
- Rémy Bertola
- Kilian Feldbausch
- Leandro Riedi

I seguenti giocatori sono entrati in tabellone come alternate:
- Marius Copil
- Luca Nardi

I seguenti giocatori sono passati dalle qualificazioni:
- Gijs Brouwer
- Otto Virtanen
- Chung Yun-seong
- Jérôme Kym
- Dan Added
- Aldin Šetkić

## Campioni

### Singolare
Luca Nardi ha sconfitto in finale  Leandro Riedi con il punteggio di 4–6, 6–2, 6–3.

### Doppio
Ruben Bemelmans /  Daniel Masur hanno sconfitto in finale  Jérôme Kym /  Leandro Riedi con il punteggio di 6–4, 6(5)–7, [10–7].